# کیفیت هوای داخل ساختمان

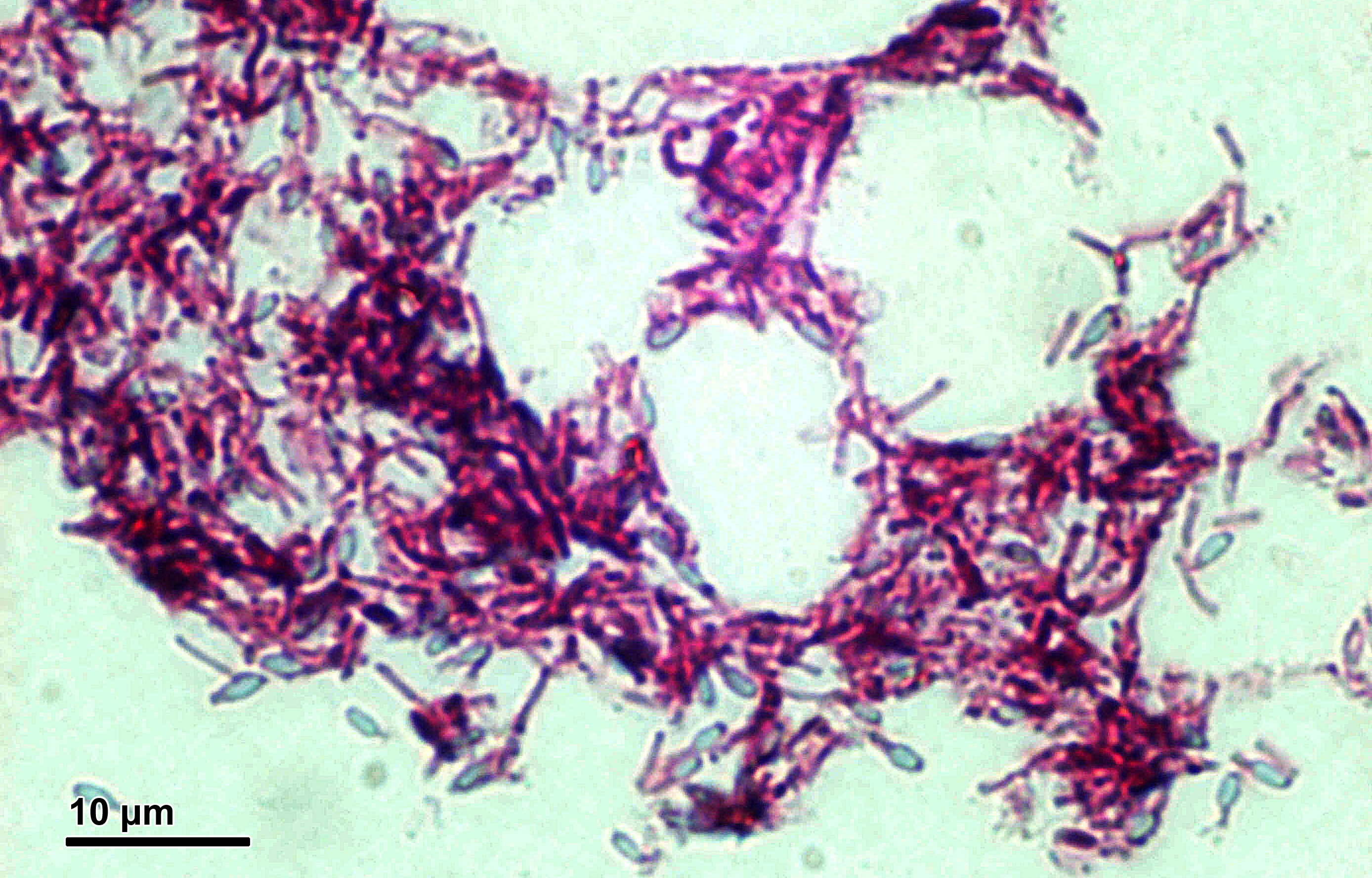
باکتری‌های درختی

کیفیت هوای داخل ساختمان (به انگلیسی: Indoor air quality) (مخفف انگلیسی: IAQ) مربوط به کیفیت هوا در داخل و اطراف ساختمان‌ها و سازه است، و به سلامت و راحتی سرنشینان ساختمان مربوط می‌شود.
IAQ به گازهایی (از جمله مونوکسید کربن، رادون و ترکیبات آلی فرار)، آلودگی‌های میکروبی (کپک‌ها، باکتریها) یا هر جرم یا انرژی تنش زا است و می‌تواند شرایط نامطلوب القاء و سلامت را تحت تأثیر قرار می‌دهد مربوط می‌شود.
کنترل منبع، تصفیه و استفاده از تهویه برای رقیق کردن آلاینده‌ها روش اصلی برای بهبود کیفیت هوای داخل ساختمان در اکثر ساختمان‌ها است. در یک واحد مسکونی می‌توانیم با راه‌کارهایی بسیار ساده به بهبود کیفیت هوای داخل ساختمان بپردازیم مثل تمیز کردن معمول فرش.
سازمان حفاظت محیط زیست آمریکا دستورالعمل‌هایی را برای تمیز کردن بر اساس ترافیک، تعداد اعضای خانواده، حیوانات خانگی، کودکان و افراد سیگاری دارد. تابلو فرش و فرش مانند یک فیلتر هوا عمل می‌کنند و باید تمیز شود.
معیارهای IAQ شامل مجموعه‌ای از نمونه‌های هوا، نظارت بر قرار گرفتن انسان در معرض آلاینده‌ها، مجموعه‌ای از نمونه در سطوح ساختمان و کامپیوتر شبیه‌سازی جریان هوا در داخل ساختمان را شامل می‌شود.
IAQ بخشی از کیفیت محیط زیست داخلی (IEQ)، که شامل IAQ و همچنین دیگر جنبه‌های جسمی و روانی از زندگی در داخل خانه است (به عنوان مثال، روشنایی، کیفیت بصری، آکوستیک، و آسایش حرارتی)
بیشترین آلودگی هوا در کشورهای در حال توسعه است و تا حد زیادی خطری است مرگبار در سطح جهانی. منبع اصلی آلودگی هوا در محیط داخلی در کشورهای در حال توسعه سوزاندن بیوس (به عنوان مثال چوب، زغال چوب، کود، یا پس مانده‌های زراعی) برای گرمایش و پخت‌وپز است. در نتیجه قرار گرفتن در معرض سطوح بالایی از ذرات منجر به از بین ۱٫۵ میلیون و ۲ میلیون مرگ در سال ۲۰۰۰ شده است.

## آلاینده‌های مشترک

### دود دست دوم
دودی است که افراد غیرسیگاری به علت قرار داشتن در معرض دود ناشی از مصرف تنباکو توسط دیگران (سیگار، پیپ، قلیان) استنشاق می‌کنند. حقایقی راجع به دود دست دوم: ۱- دود دست دوم حداقل ۲۵۰ نوع ماده شیمیایی سمی شناخته شده دارد که بیش از ۵۰ نوع آن می‌تواند سبب سرطان شود. ۲-کسانی که در معرض دود دست دوم می‌باشند ۲۵–۳۰٪خطر ابتلا به بیماری قلبی و۲۰–۳۰٪ احتمال ابتلا به سرطان ریه را دارند. ۳- دود دست دوم خطر حملات قلبی را زیاد زیاد می‌کند. ۴- دود دست دوم باعث مرگ ناگهانی نوزادان می‌شود. ۵-دود دست دوم باعث عفونتهای شدید تنفسی و مشکلات گوشی در کودکان می‌شود. ۶-دود دست دوم احتمال شیوع آسم و تشدید آسم را در کودکان زیاد می‌کند.

### رادون
رادون که جزو گازهای بی‌اثر است از گازهای اثیل بوده و یکی از سنگین‌ترین گازها در دمای اتاق است. (سنگین‌ترین گاز تنگستن هگزافلورید WF6 Tungsten Hexafluride است) رادون در دما و فشار استاندارد گاز بی‌رنگی است ولی با سرما دادن به آن تا زیر درجه انجماد به رنگ سبز فسفری و درخشانی در می‌آید که با کاهش بیشتر دما به رنگ زرد و در نهایت در دمای ذوب به رنگ نارنجی مایل به قرمز تغییر می‌یابد. برخی از تجربیات نشان می‌دهند که فلوئور می‌تواند با رادون واکنش دهد و فلوئورید رادون کلاترات‌های (clathrates) رادون را گزارش کرده‌اند.
تمرکز رادون طبیعی در جو بسیار ناچیز بوده و آب‌های طبیعی در تماس با جو همچنان رادون را در عمل تبخیر از دست می‌دهند؛ بنابراین آب‌های زیر زمینی در مقایسه با آب‌های سطحی تمرکز بیشتری از رادون-۲۲۲ را در خود دارند به علاوه مناطق اشباع شده یک خاک معمولاً مقدار بیشتری رادون در برابر مناطق اشباع نشده دارند که این به دلیل کمبود انتشار رادون در جو است.
رادون یک گاز سرطان‌زاست. رادون یک ماده رادیو اکتیو است و همیشه باید با احتیاط کامل با آن کار کرد. از آنجا که این عنصر ذرات آلفا از خود ساطع می‌کند، استنشاق آن بسیار خطرناک است. همچنین محصولات تجزیه‌ای آن یک غبار تشکیل می‌دهد که به‌راحتی وارد جریان هوا شده، برای همیشه در بافت‌های ریه می‌چسبد و در یک قسمت از آن به‌سختی متمرکز می‌شود. محلهایی که در آن‌ها رادیوم، آکتینیوم و توریوم نگهداری شده‌اند، باید به‌دقت به باد داده شوند تا از انباشتگی آن‌ها جلوگیری شود. انباشتگی رادون در هوا یکی از خطرات جدی در منابع سرب و اورانیوم است. انباشتگی رادون در خانه‌ها نیز باعث به وجود آمدن نگرانی‌های زیادی در این رابطه شده است، چرا که بسیاری از سرطان‌های ریه به دلیل ارتباط با گاز رادون در هر سال گزارش می‌شوند.

### مونوکسید کربن
مونوکسید کربن از طریق ریه‌ها (تنفس) وارد جریان خون شده و با هموگلوبین خون ترکیب می‌شود. میل ترکیبی مونوکسید کربن با هموگلوبین خون ۲۴۰ برابر بیشتر از اکسیژن است. ترکیب اکسیژن و هموگلوبین خون منجر به اکسیژن‌رسانی از طریق خون به بافت‌ها می‌شود؛ ولی (اکسی هموگلوبین) ترکیب CO با هموگلوبین میزان اکسیژنی که به بافت‌ها و ارگان‌های بدن می‌رسد را کاهش می‌دهد.

### ترکیبات آلی فرار
ترکیبات آلی فرار مایعات یا جامداتی هستند که دارای کربن آلی (کربن متصل به کربن، هیدروژن، نیتروژن یا گوگرد) بوده و با سرعت چشمگیری تبخیر می‌شوند. این ترکیبات بعد از ذرات معلق بیشترین فراوانی و تنوع نشر را دارا می‌باشند. طبق تعریف سازمان حفاظت از محیط زیست آمریکا هر ترکیبی که فشار بخاری بیش از mm Hg 1/0 داشته باشد یک VOC محسوب می‌شود. درتعریف اتحادیه اروپا میزان فشار بخار باید بیش از mm Hg 074/0 در دمای ۲۵ درجه سانتیگراد باشد. برخی ترکیبات مانند CO, CO2، CH4 و برخی آلدئیدها از این تعریف مستثنی هستند. فشار بخار مواد آلی فرار به میزانی بالاست که در شرایط نرمال تبخیر بالایی دارند و وارد اتمسفر می‌شوند. این مواد شامل هزاران ترکیب شیمیایی می‌شوند که اثرات نامطلوبی بر روی سلامتی انسان دارند.

### الیاف آزبست
الیاف پنبهٔ کوهی می‌تواند به ذرات بسیار ریز و نامریی تبدیل شود. این ذرات نامریی که قطر آن‌ها کمتر از ۰٫۵ میکرون است، در هنگام تنفس به اعماق شش نفوذ می‌کنند و برای همیشه در آن جا می‌مانند. با گذشت زمان این ذرات بر اثر تحریکات مداوم خود می‌توانند سبب بیماری‌های آزبستوسیس (Asbestosis)، سرطان ریه یا بیماری مزوتلیوما (Mesothelioma) شوند که همه آن‌ها در نهایت به مرگ منتهی می‌شوند.

### کربن دی‌اکسید
کربن دی‌اکسید، دی‌اکسید کربن یا گازکربنیک با (فرمول شیمیایی CO۲)، از ترکیب کربُن با اکسیژن به دست می‌آید. گاز کربنیک بر اثر احتراق زغال و مواد آلی در مجاورت اکسیژن، تخمیر مایعات، تنفس حیوانات و گیاهان و غیره به دست می‌آید.

### اُزون
اُزون (به انگلیسی: Ozone)؛ یکی از آلوتروپ‌های اکسیژن است به فرمول O۳ که گازی با اکسیدکنندگی بسیار بالاست. ازن معمولاً ناپایدار بوده و در بسیاری از واکنش‌ها مانند کلر عمل می‌کند و با مکانیزم ترکیب شدن با پروتئین و بی‌اثر کردن آنزیم کاهنده که برای تنفس یاخته مهم است، به عنوان میکروب کش عمل می‌کند. خاصیت اکسیدکنندگی این گاز باعث می‌شود تا کاربردهای صنعتی زیادی داشته باشد و در غلظت‌های بالاتر از ۱۰۰ جزء در میلیارد اثر تخریبی شدیدی بر مخاط و اندام‌های تنفسی جانوران و بافت‌های گیاهان بگذارد. در نتیجه گاز ازن در فضای نزدیک به زمین از مهم‌ترین آلاینده‌های هوا محسوب می‌شود اما ازن موجود در لایه ازن برای جانوران و گیاهان سودمند است چراکه از ورود نور ماوراء بنفش به زمین جلوگیری می‌کند.